# Turkovice (Pardubicei járás)
Turkovice település Csehországban, a Pardubicei járásban. Turkovice Semtěš, Sovolusky, Podhořany u Ronova, Holotín, Bukovina u Přelouče és Urbanice településekkel határos. Lakosainak száma 317 fő (2024. január 1.).

## Népesség
A település lakosságának változását az alábbi diagram mutatja:
| Lakosok száma | 722  | 733  | 661  | 403  | 313  | 274  | 290  | 287  | 312  | 317  |
|               | 1869 | 1890 | 1921 | 1950 | 1980 | 2001 | 2017 | 2019 | 2022 | 2024 |